# Station Dobrodzień
Station Dobrodzień is een spoorwegstation in de Poolse plaats Dobrodzień.